# فيرلين
فيرلين هي بلدية بلجيكية، توجد في والونيا و مقاطعة لياج. في 1 يناير 2006، كان عدد سكانها 3,507. مساحة البلدية الإجمالية هي 24.21 كيلومتر مربع، ما يعطي كثافة سكانية تساوي 145 نسمة في الكيلومتر المربع.